# Hadži Alijev
Hadži Alijev (* 21. dubna 1991) je ázerbájdžánský zápasník–volnostylař, bronzový olympijský medailista z roku 2016.

## Sportovní kariéra
Je rodákem z Nachičevanské autonomní republiky. Zápasení se věnoval od útlého dětství společně se starším bratrem Jašarem pod vedením svého otce Azara. V 9 letech se s rodiči přestěhoval na předměstí Baku, kde byl záhy zapsán na sportovní školu Abşeron UGİM (Uşaq-Gənclər İdman Məktəbinin) v Chyrdalanu. Na UGİMu se připravoval pod vedením Elmana Azimzadeho a Girchlara Badalovdura. Od počátku své sportovní kariéry byl ve stínu svého o něco talentovanějšího kolegy z ázerbájdžánské volnostylařské reprezentace Togrula Asgarova. V reprezentaci se začal prosazovat teprve od roku 2014 se zavedením nové neolympijské váhy do 61 kg, které se stal výraznou tváří. V olympijské váze do 65 kg se neprosazoval přes Asgarova a tak v roce 2016 získal nominaci na olympijské hry v Riu v nižší váze do 57 kg. V této váze startoval v Riu poprvé a ve čtvrtfinále prohrál s Gruzínem Vladimerem Chinčegašvilim těsně 3:4, po neuznaném protestu 3:5 na technické body. Přes opravy se dostal do souboje o třetí místo proti reprezentantu Bulharska Vladimiru Dubovi. Koncem první minuty nezachytil soupeřův poraz se záběrem nohy a následným koršunem v parteru prohrával 0:4 na technické body. Do koncem poločasu však dokázal snížit na 3:4 a minutu před koncem zápasu dostal Dudova okénkem na lopatky. Získal bronzovou olympijskou medaili.

## Výsledky
| Olympijské hry     |    |   |    |    | — |     |    |    | 3. |    |     |     |  |  |  |  |  |  |  |  |  |  |  |  |
| Mistrovství světa  |    | — | —  | —  |   | úč. | 1. | 1. | —  | 1. | úč. | úč. |  |  |  |  |  |  |  |  |  |  |  |  |
| Evropské hry       |    |   |    |    |   |     |    | 3. |    |    |     | 1.  |  |  |  |  |  |  |  |  |  |  |  |  |
| Mistrovství Evropy |    | — | —  | —  | — | 8.  | 1. | 3. | 3. | —  | 1.  | 1.  |  |  |  |  |  |  |  |  |  |  |  |  |
| MS juniorů         | —  | — | —  | —  |   |     |    |    |    |    |     |     |  |  |  |  |  |  |  |  |  |  |  |  |
| ME juniorů         | —  | — | 8. | 2. |   |     |    |    |    |    |     |     |  |  |  |  |  |  |  |  |  |  |  |  |
| ME dorostenců      | 2. |   |    |    |   |     |    |    |    |    |     |     |  |  |  |  |  |  |  |  |  |  |  |  |